# Chlorophytum senegalense
Chlorophytum senegalense är en sparrisväxtart som först beskrevs av John Gilbert Baker, och fick sitt nu gällande namn av Frank Nigel Hepper. Chlorophytum senegalense ingår i släktet ampelliljor, och familjen sparrisväxter. Inga underarter finns listade i Catalogue of Life.